# 俠盜高飛
《俠盜高飛》，1992年香港金公主電影公司出品的一部動作與剧情片，由林嶺東執導、監製，編劇是南燕，由周潤發、任達華、黃秋生主演。

## 劇情
担任保安的神枪手高飞（周润发饰）为人侠义机灵、一身正气，他的死党沈四（黄秋生饰）欠下高利贷一笔债，无法偿还，被放高利贷的人抓走了且险遭毒手，高飞深入虎穴将沈四救出，因此与一帮高利贷结下仇恨。沈四为了偿还债务，要求高飞协助他与一帮大贼合作械劫一批私运军火，高飞在无奈之下只好答应。这帮大贼的三个核心成员是风度翩翩但心狠手辣的判官（任达华饰）、粗横狂野的狂人（陈治良饰）以及贪财好色、凶狠不下男人的流莺（符钰晶饰）。整个计划进行得十分顺利，但不料就在事成之后，高飞遭大盗出卖，车辆翻倒冲入民居，无辜撞死一家数口，只剩下一名受了重伤的幼女。高飞感到罪孽深重，为了弥补自己的错失，高飞决定在养伤复元之后向大盗追回赃款补偿弱女。

## 演員
| 演員   | 角色   | 介紹 |
| 周潤發 | 高飛   | 曼谷夜場之保安，精於鎗法 Mona之前未婚夫 沈四和聰仔之好友 判官之天敵 曾出手營救沈四而得罪貴利雄 曾與沈四和聰仔和判官一夥劫軍火，成功後因判官殺害聰仔而反目 在和判官交手中，被判官斬去右手兩隻手指，後被因判官要脅而膽怯的沈四鎗傷 其後在泰國養傷及鍛鍊左手用鎗 回港後與沈四聯手劫判官軍火 其後與判官見面，並向判官索取一千萬以換取軍火 其 真正目的把錢交給在劫軍火時被燒傷之女孩養傷 其後交易並毀去軍火，並殺害狂人和判官 |
| 任達華 | 判官   | 狂人、流鶯之首領 沈四之堂兄 高飛之天敵 在泰國受命於貴利雄劫軍火及殺害高飛 成功劫軍火後發難殺害聰仔，在與高飛的打鬥中出刀斬去其右手兩隻手指，並殺害附近民居之一家及使民居爆炸 其後在香港被劫軍火，再遇高飛並索取一千萬以換取軍火 其後殺害供出自己軍火所在地的流鶯 在高飛作最後了斷時被高飛殺害 |
| 黃秋生 | 沈四   | 高飛之好友兼手下 聰仔之好友 判官之堂弟 因自己欠下貴利雄的高利貸，高飛出手相救，使自己和高飛得罪貴利雄 在劫軍火成功後，判官欲殺害高飛時，被判官威迫殺害高飛，後因膽怯而開鎗打傷高飛，後改隨判官 高飛再現後，因當年之事又羞又愧下再隨高飛 曾與流鶯上床，並得知判官軍火收藏地，後助高飛劫取軍火 後被判官手下打至重傷 |
| 柏安妮 | Mona   | 原本是高飛之未婚妻，在刧軍火前返回香港 誤以為高飛已死改隨沈四 |
| 陳治良 | 狂人   | 判官手下 流鶯之男朋友 為人魯莽、狂躁 與聰仔不和 後被高飛鎗殺 |
| 符鈺晶 | 流鶯   | 判官手下 狂人之女朋友 為人凶狠、好色 曾與沈四上床，並供出判官軍火收藏地 後被判官鎗殺 |
| 李健生 | 聰仔   | 高飛手下兼好友 沈四之好友 與狂人不和 在劫軍火成功後，被判官鎗殺 |
| 南燕   | 貴利雄 | 黑幫老大 因沈四欠下其三十萬高利貸，高飛出手相救而得罪其 主使判官一伙劫軍火及殺害高飛 後在香港被沈四鎗殺 |
| 韓坤   | 阿裘   | 欲搶判官生意之軍火商 |
| 秦虹   | Julai  | |
| 黃志偉 | 小克   | 貴利雄手下 |
| 譚幹聰 |        | 阿裘手下 |
| 張浚鴻 |        | 阿裘手下，在酒吧被沈四槍傷膝蓋 |
| 林國傑 |        | 阿裘手下 |
| 林華勳 |        | 阿裘手下 |
| 林啟榮 |        | 判官手下，在PUB被高飛槍殺 |
| 張榮祥 |        | 判官手下 |
| 葉永健 |        | 阿裘手下，在酒吧被沈四槍殺 |
| 李家洪 |        | 判官手下 |
| 衛乃業 |        | 判官手下 |
| 孔祥德 |        | 判官手下 |
| 朱祖權 |        | 判官手下 |
| 郭雅祥 |        | 判官手下 |
| 周振榮 |        | |

## 電影歌曲
| 曲別   | 歌名             | 作曲     | 作詞   | 演唱   |
| ------ | ---------------- | -------- | ------ | ------ |
| 主题曲 | 《這世界已瘋癲》 | 泰迪羅賓 | 梁望峰 | 譚詠麟 |